# Etichetă
Eticheta, numită și bonton, este un grup de reguli convenționale de comportament personal care ar trebui aplicate într-un context social, de obicei sub forma unui cod etic care delimitează comportamentele sociale așteptate și acceptate de către alți indivizi în acord cu convențiile și normele respectate de o societate, o clasă socială sau un grup social.

## Istoric

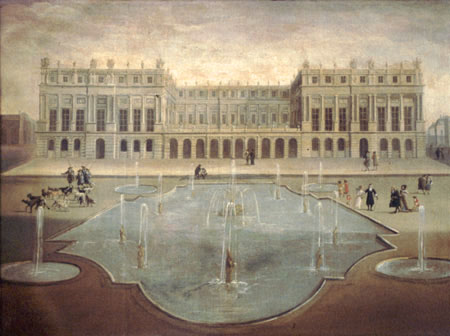
La Palatul Versailles, regele Ludovic al XIV-lea folosea etichete complicate pentru a-și gestiona și controla curtenii.

În cel de-al treilea mileniu î.Hr., vizirul egiptean Ptahhotep a scris Maximele lui Ptahhotep (2375–2350 î.Hr.), o carte didactică de precepte care lăuda virtuțile civile, cum ar fi adevărul, stăpânirea de sine și bunătatea față de ceilalți oameni. Motivele tematice recurente în această operă includ învățarea prin ascultarea altor oameni, a fi conștienți de imperfecțiunea cunoașterii umane și că evitarea conflictului deschis, ori de câte ori este posibil, nu trebuie considerată o slăbiciune. Că urmărirea dreptății ar trebui să fie pus în primul rând, totuși recunoscut că, în treburile umane, comanda unui zeu prevalează în cele din urmă în toate problemele; astfel, unele dintre maximele lui Ptahhotep indică comportamentele corecte ale unei persoane în prezența unor personaje mari (politice, militare, religioase). Instrucțiuni despre cum trebuie ales maestrul potrivit și cum trebuie slujit. Mai mult, alte maxime învață modul corect de a fi un lider prin deschidere și bunătate, că lăcomia este baza oricărui rău și ar trebui să fie păzită, iar generozitatea față de familie și prieteni este demnă de lăudat.
Confucius (551–479 î.Hr.) a fost intelectualul și filozoful chinez ale cărui lucrări au subliniat moralitatea personală și guvernamentală, corectitudinea relațiilor sociale, urmărirea dreptății în relațiile personale și sinceritatea în toate relațiile personale.
Baldassare Castiglione (1478–1529), conte de Casatico, a fost un curtean și diplomat italian, soldat și autor al cărții Il libro del Cortegiano (1528) -  trad. Cartea curteanului, o carte exemplară de curtoazie care tratează chestiuni legate de eticheta și moralitatea curteanului de pe vremea Renașterii.
Tot în Italia, Giovanni Della Casa a scris între 1551 și 1555 un tratat (publicat postum în 1558) al cărui titlu Galateo overo de' costumi a devenit atât de faimos încât în limba italiană cuvântul galateo înseamnă ansamblul de reguli care se referă la bunele maniere.
Ludovic al XIV-lea (1638–1715), regele Franței, a folosit o etichetă codificată pentru a îmblânzi nobilimea franceză și pentru a-și afirma supremația ca monarh absolut al Franței. În consecință, curtea regală ceremonioasă a impresionat favorabil demnitarii străini pe care regele i-a primit la sediul guvernului francez, Palatul Versailles, la sud-vestul Parisului.

## Politețea
În secolul al XVIII-lea, în epoca Iluminismului, adoptarea etichetei a fost un proces conștient de dobândire a convențiilor de politețe și a comportamentelor normative (farmec, maniere, comportament) care identificau simbolic persoana ca un individ elegant dintr-o clasă socială superioară. Pentru a se identifica cu elita socială, clasa de mijloc mobilă ascendentă și burghezia au adoptat comportamentele și preferințele artistice ale clasei superioare. În acest scop, oamenii ambițioși din punct de vedere social din clasele de mijloc s-au ocupat cu învățarea, cunoașterea și practicarea regulilor etichetei sociale, cum ar fi artele îmbrăcămintei elegante și a conversației grațioase, când și cum să arate emoție și curtoazie față de femei.
La începutul secolului al XVIII-lea, Anthony Ashley-Cooper, al treilea conte de Shaftesbury, a scris eseuri influente care defineau politețea ca arta de a fi plăcut în compania altor persoane. A și discutat despre funcția și natura politeței în discursul social al unei societăți comerciale: „politețea” poate fi definită ca gestionarea cu dibăcie a cuvintelor și acțiunilor noastre, prin care îi facem pe alții să aibă o părere mai bună despre noi și despre ei înșiși.
Reviste, precum The Spectator, o publicație zilnică fondată în 1711 de Joseph Addison și Richard Steele, își sfătuiau în mod regulat cititorii cu privire la eticheta cerută unui gentleman, un om cu o conduită bună și politicoasă; scopul lor editorial declarat a fost „să fie însuflețită moralitatea cu inteligență și să fie temperată inteligența cu moralitate... să fie scoată filozofia din dulapuri și biblioteci, școli și colegii, să se locuiască în cluburi și adunări, la mese de ceai și cafenele”; în acest scop, editorii au publicat articole scrise de autori educați, care au oferit subiecte pentru conversații civile și sfaturi cu privire la modalitățile necesare pentru a purta o conversație politicoasă și pentru a gestiona interacțiunile sociale.
Conceptual aliată cu eticheta este noțiunea de civility - civilitate (interacțiune socială caracterizată prin dezbateri sobre și argumentate) care pentru bărbații și femeile ambițioașe din punct de vedere social a devenit, de asemenea, o calitate personală importantă de posedat pentru progresul social. Unele cluburi de domni, precum Harrington's Rota Club, au publicat o etichetă internă care codifica comportamentul așteptat de la membri. Pe lângă The Spectator, alte publicații periodice au căutat să infuzeze politețea conversațiilor în cafenelele engleze, editorii The Tatler au spus explicit că scopul lor este reformarea manierelor și moravurilor engleze; în aceste scopuri, eticheta a fost prezentată ca o virtute a moralității și un cod de comportament.
În secolul al XIX-lea, eticheta din epoca victoriană (1837–1901) s-a dezvoltat într-un sistem complicat de comportamente codificate, care guverna gama de maniere în societate - de la limbaj, stilul și metoda adecvată de compunere a scrisorilor până la utilizarea corectă a tacâmurilor, precum și reglementarea la minuțiu a relațiilor sociale și a interacțiunilor personale dintre bărbați și femei și între clasele sociale.

## Exemple de norme ale etichetei
Eticheta guvernează și restrânge modul în care oamenii interacționează și servește la exprimarea respectului cuvenit celorlalți, în virtutea normelor sociale.
În țările europene, respectul pentru etichetă implică, de exemplu:
- a saluta și mulțumi prietenii și cunoștințele într-o manieră adecvată, caldă și respectuoasă,
- a saluta oamenii privindu-i drept în ochi, fără a privi în altă parte.
- a oferi ospitalitate echitabilă și generoasă oaspeților,
- a purta o îmbrăcăminte adecvată situației,
- a contribui constructiv la o conversație, având grijă de a nu o domina,
- a renunța la locul ocupat sau a oferi ajutor unei persoane aflate în nevoie,
- a mânca curat și tăcut,
- a evita deranjarea altora cu zgomote inutile,
- a respecta și înțeleage regulile stabilite într-un loc pe care se descoperă,
- a fi punctuali,
- a răspunde prompt invitațiilor și solicitărilor,
- a nu părăsi casa unei gazde imediat după ce s-a terminat prânzul sau cina.

Nerespectarea etichetei, dacă este gravă, poate provoca dezonoare. Eticheta poate fi privită și ca politețea minimă necesară, parte importantă al eticii sociale.